# Benet Perera
Benet Perera (Russafa, l'Horta de València, ca. 1535 - Roma, 6 de març de 1610), sovint citat com Pereira o Perer o, en llatí, Pererius, fou un jesuïta, lingüista, filòsof, exegeta i teòleg neoescolàstic valencià.

## Biografia
Va ingressar en la Companyia el 1552, arran de la seua coneixença del jesuïta Joan Jeroni Doménech, fundador del Col·legi de Sant Pau de València, amb el qual se n'anà després a Sicília i a Roma, ciutat on va romandre fins a la seua mort. Va ser un dels primers professors del Collegio Romano, on va ensenyar lògica, filosofia natural i metafísica a partir del 1558, després teologia, i des del 1576 Sagrades Escriptures.

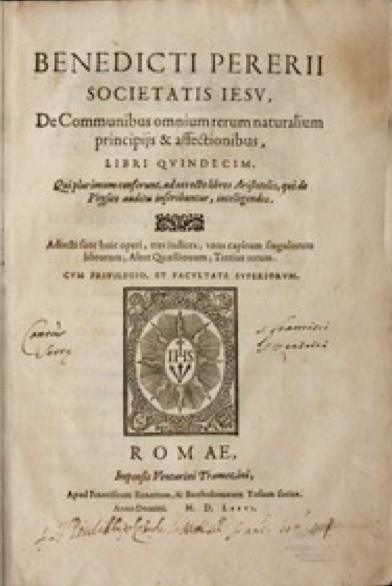
Benedicti Pererii: De communibus omnium rerum naturalium principiis et affectionibus libri quindecim (Roma, 1576)

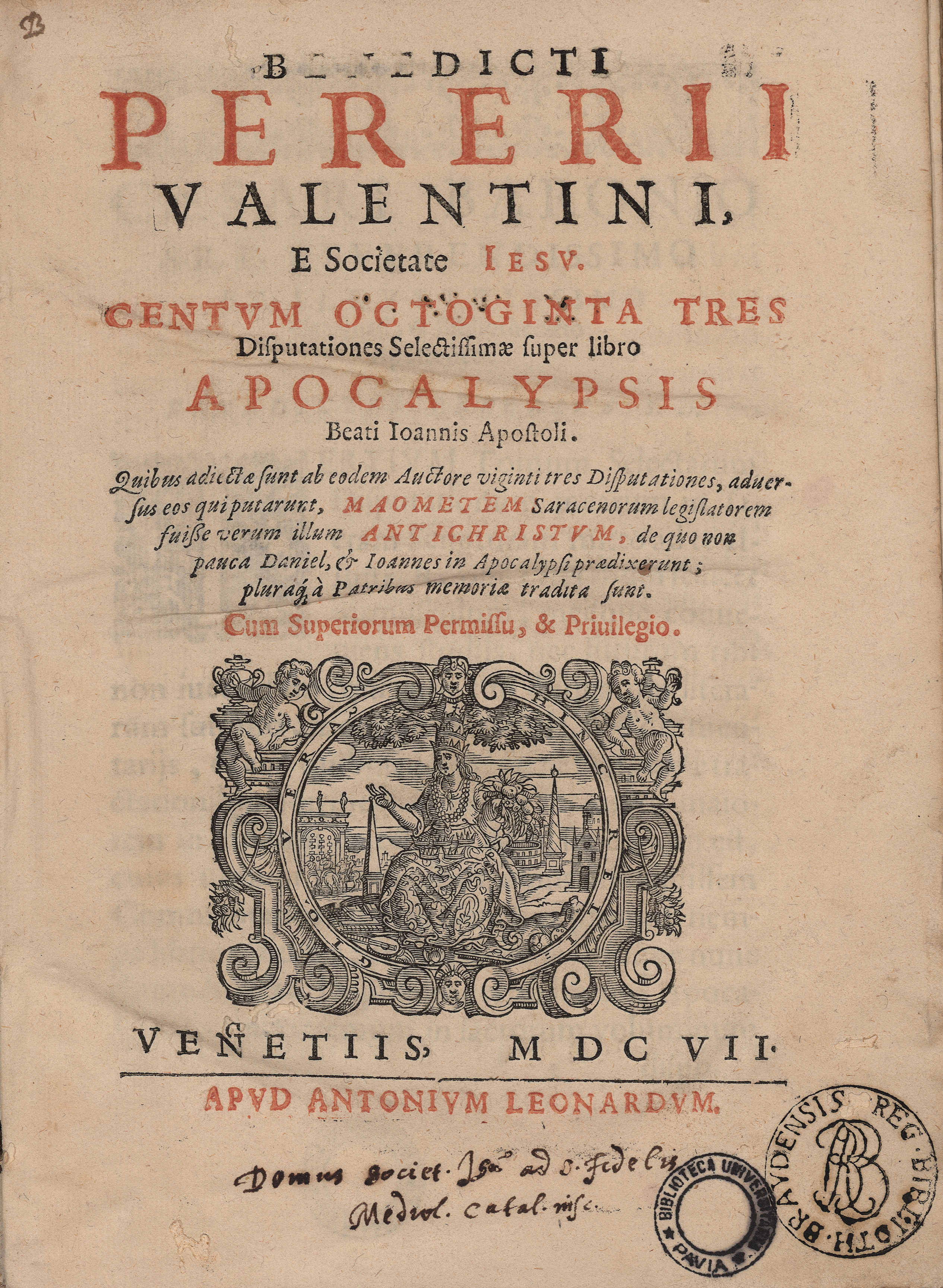
Benedicti Pererii: Centum octoginta tres disputationes selectissimae super libro Apocalypsis beati Ioannis Apostoli (Venècia, 1607)

## Llegat intel·lectual
Gran coneixedor del pensament aristotèlic, no sols directament a partir dels textos originals, sinó també mitjançant els seus intèrprets (Alexandre d'Afrodísia, Temisti, Simplici, entre els antics; Avicena i Averrois, entre els àrabs, i sobretot sant Tomàs d'Aquino entre els medievals cristians), en els seus comentaris analitzà a fons alguns problemes metafísics, entre els quals el del principi d'individuació, i en aquesta com en altres qüestions mantingué posicions crítiques independents, per exemple afirmant que la forma no és en si mateixa universal ni singular.
La seua obra més important, que assolí una gran difusió arreu d'Europa, és el tractat de filosofia natural De communibus, publicat a Roma el 1576 i reeditat deu vegades durant el segle xvi a París, Roma, Lió, Venècia i Colònia. Moltes de les referències de Galileu, en els seus Juvenilia, a fonts antigues i medievals procedeixen, explícitament o tàcita, de l'obra de Perera, com ara la teoria de la virtus impresa o força motriu impresa en el cos greu per qui el llança, exposada per Galileu en De motu seguint una de les explicacions del moviment violent dels projectils exposades i refutades per Perera. El De communibus va ser citat sovint també per diversos autors de l'època pel que fa a la discussió sobre la naturalesa de les matemàtiques i el seu status epistemològic. Sostenia Perera, contra l'opinió de Clavius, que de les matemàtiques no se'n pot dir ciències en el sentit aristotèlic, perquè no consideren cap gènere de causa i no obeeixen els cànons formals de la sil·logística.
La vastíssima cultura que posseí abastava quasi totes les ciències del seu temps, des de les llengües antigues: grega, hebrea, caldea i siríaca, que li foren de gran utilitat per als estudis bíblics, fins a l'astrologia judiciària i l'alquímia, les quals pogué refutar així en el tractat Adversus fallaces et superstitiosas artes, on estableix una clara distinció entre la «màgia natural» de la física, la medicina i la matemàtica, accessible només a uns pocs homes instruïts i bons, i la «diabòlica» que els ignorants i dolents aprenen dels dimonis. En aquesta mateixa obra pren arguments de Pico della Mirandola i d'altres autors per a negar tot fonament racional a les regles de l'astrologia, declarada contrària a la doctrina cristiana per la butla de Sixt V del 1586, i tracta també d'un fenomen que va causar molta controvèrsia entre els savis del seu temps, l'aparició en el firmament d'una estrella nova l'any 1572, en l'explicació del qual es reafirma en la seua posició escèptica envers l'astronomia: discutí la rellevància física dels models planetaris elaborats pels astrònoms i defensà una demarcació entre les tasques de l'astrònom i les del filòsof natural.
Entre les altres obres de Perera, és de destacar el Commentarium et disputationum in Genesim, citat també per Galileu a propòsit de les regles a seguir en l'exegesi de les Escriptures per a conciliar la ciència amb l'autoritat de la doctrina revelada, on Perera discuteix les qüestions cosmogòniques relacionades amb el Gènesi.

## Obres
Es conserven diversos manuscrits de Perera en la Biblioteca Vaticana i en l'Ambrosiana, i les següents obres impreses, entre altres:
- Physicorum sive de principiis rerum naturalium. Libri XV, 1562
- Ratio brevis studendi, 1564[7]
- De modo legendi Cursum Philosophiae, 1564
- De communibus omnium rerum naturalium principiis et affectionibus. Libri quindecim, 1576
- Adversus fallaces, et superstitiosas artes, id est, de magia, de observatione somniorum, et de divinatione astrologica, libri tres, 1591
- Commentariorum in Danielem Prophetam libri sexdecim, 1594
- Commentariorum et disputationum in Genesi, tomi quatuor, continentes historiam Mosis ab exordio mundi usque ad obitum SS. patriarcharum Iacobi & Iosephi; id est, explicationem totius primi & praecipui Sacr. Scriptur. libri qui Genesis vulgo inscribitur, 1601
- Selectarum disputationum in sacram scripturam. Cinc toms: 1601, 1603, 1606, 1608 i 1610.